# León Villaveces Ibáñez
León Villaveces Ibáñez (Purificación, República de la Nueva Granada, 20 de enero de 1849 - Bogotá, Colombia, 8 de junio de 1933) fue un reconocido litógrafo e impresor colombiano de finales del siglo XIX, dueño de la Litografía Villaveces. También es reconocido en la historia del derecho colombiano por los sucesos ocurridos con los restos mortales de su primera esposa, Martina Emilia Santamaría Ángel.

## Reseña biográfica
León Villaveces Ibáñez nació en la población tolimense de Purificación, en el seno del hogar formado por León María Villaveces Álvarez y Juliana Ibáñez Nariño. Su madre era hija de Mercedes Nariño y Ortega, presunta hija de Magdalena Ortega de Nariño y Antonio Nariño, cuyo origen genealógico fue puesto en duda por la historiadora Carmen Ortega Ricaurte. De ser correcta la teoría de Ortega, León Villaveces sería bisnieto del marqués Jorge Tadeo Lozano. Juliana Ibáñez también era sobrina de Nicolasa y Bernardina Ibáñez, heroínas de la independencia, cuyas vidas fueron dramatizadas en la telenovela Las Ibáñez
Se conservan pocos registros sobre su vida. Se sabe que estudió litografía con el maestro Demetrio Paredes, y que complementó sus estudios en España. En 1874 se trasladó a Medellín, en el entonces Estado Soberano de Antioquia, donde fue contratado para enseñar litografía en la Escuela de Artes y Oficios.Allí también fundó una empresa litográfica, que fue vendida a don Leocadio María Arango cuando se trasladó a Bogotá con su primera esposa, Martina Emilia Santamaría Ángel en 1879. 
Una vez llegado a la capital, León fundó la reconocida Litografía Villaveces, empresa que a finales del siglo XIX contaba con la más avanzada tecnología y maquinaria para la impresión en Colombia. Allí se imprimieron objetos cotidianos como rótulos, tarjetas matrimoniales y mapas; al igual que documentos como títulos valores, estampillas y billetes. Esta empresa fue finalmente vendida a la Imprenta Nacional a principios del siglo XX.
De su matrimonio con Martina Emilia Santamaría nacieron sus hijos María Regina, Luis, Manuel y Antonio. Ella falleció en 1893, por lo que años más tarde se casó nuevamente, esta vez con Faustina Restrepo Álvarez, quien fue la madre de Daniel, Emilio, Carlos y Ana, quien fue adoptada por la familia Silva Fonnegra tras el fallecimiento de Faustina por un accidente ocurrido el día de su nacimiento.

## Caso León Villaveces
Tras el deceso de Martina Emilia Santamaría el 13 de noviembre de 1893, su cuerpo fue inhumado en el nuevo cementerio oriental de Bogotá al día siguiente, siendo depositado en la bóveda número 102, la cual Villaveces había arrendado al Municipio. Posteriormente, el 22 de diciembre de 1900, adquirió la propiedad de dicha bóveda. Sin embargo, en marzo de 1914, los restos mortales, el ataúd y la lápida de mármol fueron retirados de la bóveda sin el consentimiento de Villaveces. Los restos de su difunta esposa fueron arrojados a una fosa común, y la misma bóveda fue arrendada para sepultar el cadáver del señor Jorge Lazcano.

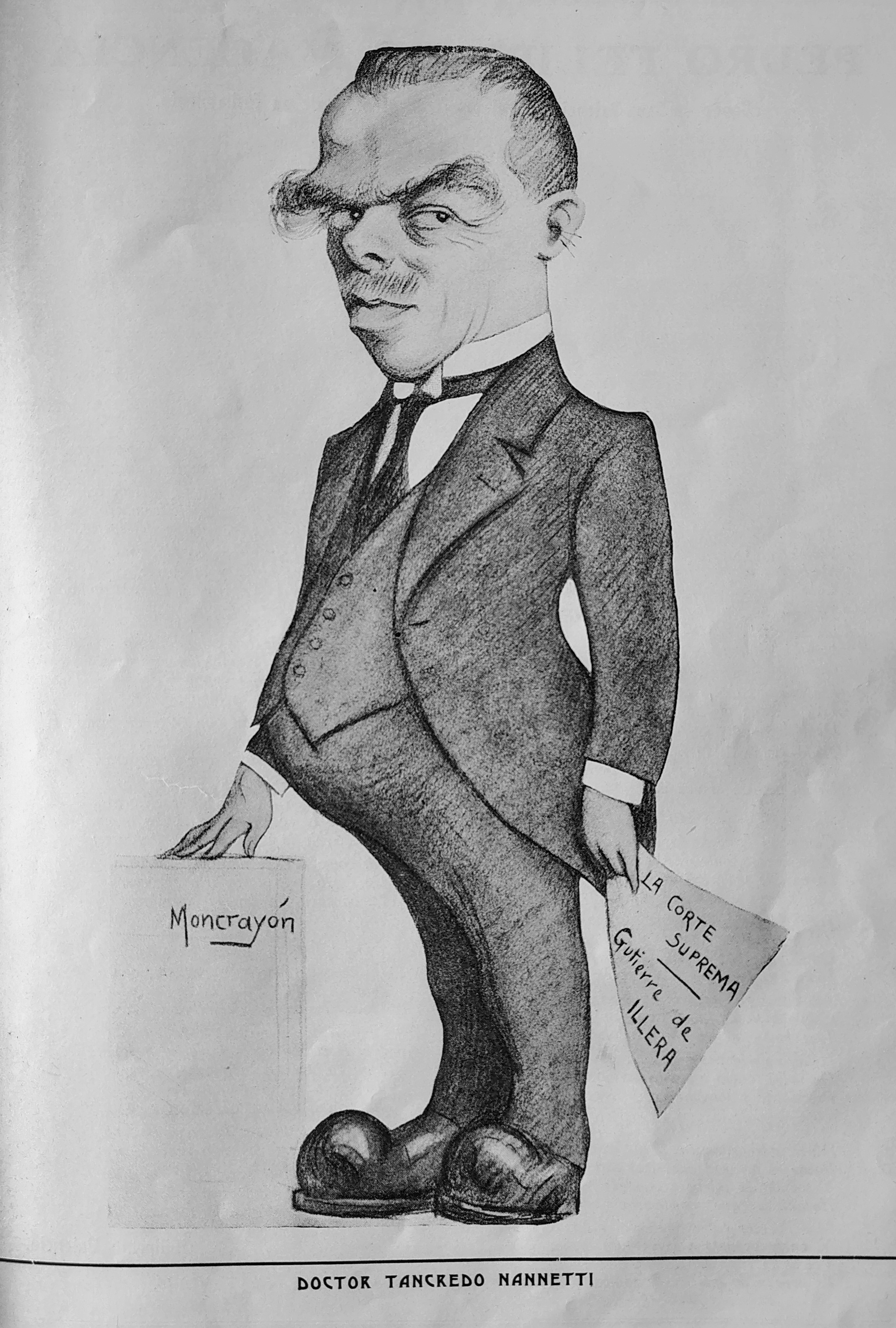
Caricatura del magistrado Tancredo Nannetti, quien dictó la sentencia en el Caso León Villaveces, dibujada por Moncrayón (Coriolano Leudo)

Ante esta situación, y afligido por el dolor causado por los empleados del cementerio y los agentes municipales, León Villaveces interpuso una demanda, no solo exigiendo que se reintegraran los restos de Martina Emilia, el ataúd y la lápida que había mandado a hacer en Europa, sino que además se le compensara por "todos los daños y perjuicios que he sufrido por haber extraído indebidamente de dicha bóveda". Tanto el juez civil del circuito como el Tribunal de Bogotá negaron la condena por perjuicios morales. El caso llegó entonces a la Corte Suprema de Justicia, donde fue asumido por el magistrado Tancredo Nannetti de la Sala de Casación Civil.
El 21 de julio de 1922 se profirió la sentencia de la Corte, reconociendo que debía pagarse una indemnización por perjuicios morales, aludiendo a los artículos 2341 y 2356 del Código Civil, que reglamentan la reparación de daños aún si estos no son puramente patrimoniales:
[...] el recurrente alega además que el Tribunal violó los artículos 1494, 2341 y 2356 del Código Civil, porque dichos artículos no limitan el daño de que ellos hablan al solo patrimonio, que se traduce en menoscabo pecuniario, sino que contemplan también los bienes que tienen valor de afección explícitamente reconocidos por el artículo 483 del Código Civil.
Para restituir el daño moral infligido a Villaveces, la Corte ordenó la construcción de un mausoleo con un costo no menor a los tres mil pesos oro, para "colmar el vacío que produjo el quebrante moral".
Este caso es reconocido en la historia del derecho colombiano, pues es visto como el primer caso del derecho restitutivo en el país, dejando las puertas abiertas para el reconocimiento de perjuicios extrapatrimoniales y la indemnización al perjuicio moral, no solo por medio de compensaciones económicas, sino también tomando medidas simbólicas.